# Traíd
Traíd – gmina w Hiszpanii, w prowincji Guadalajara, w Kastylii-La Mancha, o powierzchni 47,85 km². W 2011 roku gmina liczyła 33 mieszkańców.